# IF Örnen
IF Örnen, kurz für Idrottsförening Örnen, ist ein 1911 gegründeter schwedischer Sportverein aus Charlottenberg in Värmland. Die Herrenmannschaft der Fußballabteilung spielte in der Saison 1939/1940 in der damals viergleisigen zweithöchsten Spielklasse Schwedens, der Division II Västra – stieg jedoch umgehend als Tabellenletzter in die Division III ab, nachdem nur eines von 18 Spielen gewonnen werden konnte.
Der Verein blieb seither niedrigklassig und beendete die Saison 2019 auf dem 6. Platz der sechstklassigen Division 5 Västra. Wappentier des Vereins, der 2020 als inzwischen einzige Sportart Fußball anbietet, ist der Namensgebende Adler (schwed. Örn).